# Hulstrimmel
En hulstrimmel er en, nu forældet, form for datalagringsmedium på lange strimler af papir eller plastik (som regel Mylar). Data er lagret som en række huller på tværs af strimlen for hvert tegn. Hulstrimmel brugtes bl.a. til fjernskrivere, computere, særlig mindre computere, og CNC-maskiner.

## Oprindelse
Hulstrimmelen er en udvikling af den lange række sammenhæftede hulkort, der styrede en Jacquard-væv. En simpel hulstrimmel blev første gang brugt til telegrafi i 1846 af Alexander Bain.

## Typer af hulstrimmel
Hulstrimler har alle en række små fremføringshuller, hvormed strimlen føres frem under læsningen og et varierende antal lidt større databærende huller. Antallet kan være 5, 6, 7 eller 9 huller, men enkelte bredere strimler har forekommet.
Metalbørster sluttede en elektrisk strøm i en kontakt, når der var et hul. Optiske læsere fandtes også, de var hurtigere.
Hulstrimmel med 5 huller brugtes til fjernskrivere og telex, idet tegnene var kodet i Baudotkoden. Til computere brugtes forskellige kodesystemer, 6 huls Fieldata og 7 eller 8 huls ASCII. Hvis strimlen blev hullet på et apparat, der ikke var tilsluttet linjen, kunne beskeden sendes meget hurtigt fra en hurtiglæser, hvilket belastede linjen mindre og dermed sparede penge.

## Anvendelse på computere
Fjernskrivere, ofte betegnet Teletype (TTY - et udtryk man stadig kan støde på i hjørner af moderne computere) der benyttede ASCII kunne dels bruges som terminaler med mulighed for at lagre indtastede programmer ved hulning. Programmerne kunne også indlæses fra en læser på fjernskriveren. Dette gik ret langsomt. Det var også muligt at indlæse programmerne fra en særlig hurtiglæser, der kunne læse 1000-2000 tegn i sekundet (især Regnecentralens RC2000-læser var berømt for hurtiglæsning). Også data og oversatte programmer kunne indlæses på denne måde. Ofte måtte man anvende særlige fejlkorrigerende koder for at kompensere for læsefejl ved den store hastighed. Hulstrimmel blev især brugt på små computere. I 70'erne var det det dominerende medium til lagring af programmer på mikrocomputere.

## Anvendelse i printere
Tidlige printere med en simpel elektronik brugte ofte carriage tapes til at styre sideskift og evt. vertikal positionering på siden. Et carriage tape var et stykke hulstrimmel (af særlig holdbart papir eller Mylar) der kørte i en løkke samtidig med at printerpapiret (leporellolister) i endeløse baner førtes frem. Et hul markerede, hvor et nyt ark begyndte og et antal huller i andre positioner (ofte kaldet kanaler) muliggjorde stop ved bestemte vertikale positioner. Strimlen kunne skiftes afhængigt af printopgaven.

## Anvendelse til sætning
Nogle aviser brugte hulstrimmel til at styre forskellige sættemaskiner, både med bly og optiske sættemaskiner. Her anvendtes især Flexowriter-koden. Flexowriter kunne også bruges til meget simpel tekstbehandling, hvor man kunne danne en ny strimmel ud fra to forskellige strimler som input med mulighed for at supplere med indtastning fra et tastatur.

## CNC-maskiner
Hulstrimmel var meget længe dominerende til styring af programstyrede værktøjsmaskiner. Hulstrimmel er, modsat magnetiske medier som bånd og disketter, immun over for magnetiske forstyrrelser fra de kraftige elektromotorer.

## Anvendelse til kryptering
Hulstrimmel har også været brugt til automatisk kryptering af tekstmeddelelser. Opfindelsen blev gjort af amerikaneren Gilbert S. Vernam i 1917. Der anvendes to (eller tre) hulstrimler. En indeholder meddelelsen i klartekst, den anden hulstrimmel, der skal være meget lang, indeholder nøglen. Bitene fra de to strimler XORes sammen og giver den krypterede meddelelse. Hvis nøglestrimlen er tilfældig, mindst lige så lang som meddelelsen og den kun benyttes én gang, så kan sådan en kryptering ikke brydes. Problemet er selvfølgelig at producere disse nøglestrimler og at distribuere dem. Metoden angives at have været i brug meget længe.